# 1155 Aënna
1155 Aënna је астероид главног астероидног појаса са пречником од приближно 11,64 .
Афел астероида је на удаљености од 2,863 астрономских јединица (АЈ) од Сунца, а перихел на 2,064 АЈ.
Ексцентрицитет орбите износи 0,162, инклинација (нагиб) орбите у односу на раван еклиптике 6,594 степени, а орбитални период износи 1413,012 дана (3,868 године).
Апсолутна магнитуда астероида је 11,50 а геометријски албедо 0,327.
Астероид је откривен 26. јануара 1928. године.